# Thailand International Series 2025
Die Thailand International Series 2025 im Badminton fand vom 5. bis zum 10. August 2025 in Nakhon Ratchasima statt. Das Turnier trug den kompletten Titel Toyota Thailand International Series 2025.

## Sieger und Platzierte
| Disziplin    | Gold                                 | Silber                                    | Bronze                                       |
| ------------ | ------------------------------------ | ----------------------------------------- | -------------------------------------------- |
| Herreneinzel | Christian Adinata                    | Richie Duta Richardo                      | Muhammad Reza Al Fajri                       |
| Herreneinzel | Christian Adinata                    | Richie Duta Richardo                      | Abhinav Thakur                               |
| Dameneinzel  | Tidapron Kleebyeesun                 | Yoo A-yeon                                | Bilqis Prasista                              |
| Dameneinzel  | Tidapron Kleebyeesun                 | Yoo A-yeon                                | Momoka Kimura                                |
| Herrendoppel | Narut Saengkham Apichasit Teerawiwat | Masayuki Onodera Daigo Tanioka            | Song Hyun-cho Jin Sung-ik                    |
| Herrendoppel | Narut Saengkham Apichasit Teerawiwat | Masayuki Onodera Daigo Tanioka            | Alfredo Mesdila Renaldi Samosir              |
| Damendoppel  | Mikoto Aiso Momoha Niimi             | Atitaya Povanon Patida Srisawat           | Ayako Sakuramoto Mei Sudo                    |
| Damendoppel  | Mikoto Aiso Momoha Niimi             | Atitaya Povanon Patida Srisawat           | Hathaithip Mijad Napapakorn Tungkasatan      |
| Mixed        | Wee Yee Hern Chan Wen Tse            | Ratchapol Makkasasithorn Nattamon Laisuan | Pannawat Jamtubtim Kodchaporn Chaichana      |
| Mixed        | Wee Yee Hern Chan Wen Tse            | Ratchapol Makkasasithorn Nattamon Laisuan | Phuwanat Horbanluekit Sabrina Sophita Wedler |